# Marcial Maciel
Marcial Maciel Degollado (Cotija de la Paz, 10 maart 1920 - Jacksonville, 30 januari 2008) was een Mexicaans rooms-katholiek priester en stichter van de congregatie van de Legionairs van Christus.

## Levensloop
Maciel was afkomstig uit Michoacán en studeerde aan een seminarie in Mexico-Stad. Hij werd in 1944 priester gewijd. In 1941 richtte hij met goedkeuring van de bisschop van Cuernavaca de Legionairs van Christus op. In de jaren vijftig stichtte hij de Regnum Christi-beweging. Hij was in 1962 de oprichter van de Anáhuac-universiteit.

## Seksueel leven
Sinds de jaren zeventig werd Maciel herhaaldelijke beschuldigd van pedofilie en hij zou bovendien verslaafd zijn aan Pethidine. De kerkelijke hiërarchie in Mexico is fel bekritiseerd geweest vanwege haar omgang met de affaire-Maciel, daar de kerkelijke autoriteiten al tientallen jaren van de beschuldigingen op de hoogte waren maar nooit actie ondernamen. Het Vaticaan liet na 1990 een onderzoek instellen, maar kardinaal Sodano zette dat weer stop, omdat de beschuldigingen op roddels zouden zijn gebaseerd. Hij zou hiervoor een groot geldbedrag hebben ontvangen van Maciel, wiens orde grote legaten ontving van adellijke weduwen in Spanje en Zuid-Amerika.
Nadat Maciel in 2008 was overleden gaven leidinggevenden van de Legionairs van Christus toe dat hij meerdere kinderen en seminaristen seksueel misbruikt had, zij stelden dat zij hier pas na zijn dood achter waren gekomen. Voormalige Legionairs spraken dit tegen: volgens hen was bekend dat Maciel pedofiel was, en de misbruiken werden wel degelijk gerapporteerd, maar het Vaticaan weigerde een onderzoek in te stellen. Ook was bekend dat hij er een extravagant luxueuze levensstijl op na hield.
De Mexicaanse 'charismatische' leider was erin geslaagd de hoogst geplaatste kerkelijke functionarissen voor zich te winnen, onder wie kardinaal-staatssecretaris Angelo Sodano en zelfs paus Johannes Paulus II, die hem ten voorbeeld voor de jeugd stelde.
Maciel was het onderwerp van meerdere onderzoeken tijdens zijn leven, betreffende misbruik van drugs (hij was o.a. opgenomen voor morfineverslaving) en seksueel misbruik van kinderen. In 1956 werd in opdracht van paus Pius XII een onderzoek naar Maciel en zijn congregatie geopend. Na Pius' dood raakte dit onderzoek echter in de vergetelheid en kwam Maciel terug als hoofd van de congregatie.
In een rapport dat in december 2019 door het Legionairs van Christus zelf is gepubliceerd, is vastgesteld dat Maciel gedurende zijn leven minimaal zestig minderjarigen heeft misbruikt.

## Apostolische Visitatie
In 2005 trad Maciel onder druk van kardinaal Joseph Ratzinger af als hoofd van de orde en, een paar dagen voordat Johannes Paulus II stierf, kondigde Ratzinger aan dat het zijn intentie was om de "vuiligheid" van de kerk te verwijderen; velen geloven dat hij specifiek op Maciel doelde. In mei 2006 disciplineerde Ratzinger, nu paus Benedictus XVI, hem, door hem uit te nodigen tot "een gereserveerd leven van gebed en berouw"; zonder toelichting aan het publiek of de Legionairs van Christus. Het was hem vanaf dat ogenblik verboden om zijn priesterlijk ambt uit te oefenen.
Op 4 februari 2009 maakte een woordvoerder van de Legionairs bekend dat uit onderzoek was gebleken dat enkele aspecten van het leven van Maciel niet in overeenstemming waren met zijn priesterschap. Een van die aspecten betrof het feit dat Maciel een relatie had met een vrouw, met wie hij een dochter had. De overste van de beweging schreef ook een brief aan de leden, waarin hij vroeg om vergiffenis voor het lijden dat Maciels handelen had veroorzaakt.
In 2009 gaf paus Benedictus XVI opdracht om een apostolische visitatie uit te voeren binnen de congregatie van de Legionairs van Christus. Dit onderzoek legde de realiteit bloot: Maciel had een "machtssysteem" uitgebouwd dat was gebaseerd op zwijgen, misleiding en gehoorzaamheid en dat hem in staat stelde een geheim leven te leiden. "Zonder scrupules en authentieke zin voor godsdienst." Het rapport concludeerde dat de congregatie de hieruit voortkomende interne problemen onmogelijk alleen kon oplossen. De paus stelde het Legioen daarom onder curatele en stelde de pauselijk gedelegeerde Velasio De Paolis aan om de congregatie te leiden en een definitieve oplossing voor de problematiek te vinden.
In de loop van 2009 en 2010 werden zes van de vermoedelijke kinderen van Maciel bekend. Sommigen stelden een advocaat aan om, door middel van schadeclaims aan het adres van de Legionairs van Christus, vergoeding te krijgen voor het lijden dat ze door hun vader en zijn congregatie moesten doormaken.
In 2014 werd een nieuwe generaal-overste aangesteld: Eduardo Robles Gil Orvañanos, die in 2020 werd opgevolgd door John Connor.